# Pseudophoxinus battalgilae
Espèce
Synonymes
- Pseudophoxinus battalgili Bogutskaya, 1997[2]

Pseudophoxinus battalgilae (Beysehir minnow, en anglais) est un poisson d'eau douce de la famille des Cyprinidae.

## Répartition
Pseudophoxinus battalgilae est endémique du lac de Beyşehir en Turquie.

## Description
La taille maximale connue pour Pseudophoxinus battalgilae est de 110 mm.

## Étymologie
Son nom spécifique, battalgilae, lui a été donné en l'honneur de Fahire Battalgil, ichtyologiste turque. Son nom commun anglais fait référence au lieu de sa découverte.

## Publication originale
- Bogutskaya, 1997 : Contribution to the knowledge of leuciscine fishes of Asia Minor. Part 2. An anotated checklist of leuciscine fishes (Leuciscinae, Cyprinidae) of Turkey with descriptions of a new species and two new subspecies. Mitteilungen aus dem Hamburgischen Zoologischen Museum und Institut, vol. 94, p. 161-186[5].